# 奧辛尼基
53°37′N 87°20′E / 53.617°N 87.333°E
奧辛尼基（俄语：Оси́нники）是俄羅斯克麥羅沃州中南部的一個城市，位於克麥羅沃以南354公里。2002年人口51,057人。
1938年前稱為奥西诺夫卡（Оси́новка）。